# Катарина Опольская
Катарина Опольская (пол. Katarzyna Opolska; 23 марта 1367 — 6 июня 1420) — польская принцесса из Опольско-Ратиборской линии династии Силезских Пястов, жена князя Глогувского и Сцинавского Генриха VIII Врубеля (1357/1363 — 14 марта 1397), владелица Кожухува и Зелёна-Гуры в 1378-1420 годах.

## Биография
Катарина была дочерью князя Опольского Владислава Опольчика (1326/1332 — 18 мая 1421). Долгое время считалось, что матерью Катарины была первая жена Владислава, румынская принцесса Елизавета Басараб, дочь воеводы Валахии Николае Александру. Этот вывод делался исходя из известной даты рождения Катарины и предполагаемой даты смерти Елизаветы около 1369 года. Тем же 1369 годом датировался второй брак Владислава с Евфимией Мазовецкой, дочерью князя Мазовецкого Земовита III. Но современные исследователи склонны датировать второй брак князя  Владислава Опольчика не позднее 1366 года, исходя из чего Катарину следует считать дочерью Евфимии Мазовецкой.
Впервые Катарина появляется в источниках в документе короля Чехии Карла IV Люксембургского от 26 марта 1367 года, согласно которому наследниками Владислава Опольчика могли быть его дочери.
Между 1382 и 1386 годами Катарина вышла замуж за Генриха VIII Врубеля, владевшего в то время городами Зелёна-Гура, Шпротава, Кожухув, Пшемкув, Сулехув и именовавшегося князем Кожухувским. В приданое за Катарину Генрих VIII получил с согласия короля Чехии Вацлава IV Люксембургского во владение города Прудник и Глогувек в Опольском княжестве. Однако фактически Генрих VIII смог получить только Прудник, а Глогувек получила Евфимия Мазовецкая, вдова Владислава Опольчика. В 1395 году после смерти своего брата Генриха VII, не имевшего потомства, Генрих VIII унаследовал его владения и стал правителем половины Глогувского и Сцинавского княжеств.
После смерти Генриха VIII Катарина Опольская  получила в качестве вдовьего удела Прудницкое княжество, а также города Кожухув и Зелёна-Гура. Катарина умерла в Кожухуве 6 июня 1420 года и была похоронена в церкви Успения Пресвятой Богородицы в Глогуве.

## Семья
От брака с Генрихом VIII Врубелем (1357/1363 — 14 марта 1397) у Катарины было четверо сыновей и одна дочь:
- Ян I Жаганьский (ок. 1385—1439), князь Жаганьский и Глоувский
- Генрих IX Старший (1389/1390 — 1467), князь Жаганьский, Глоувский и Любинский
- Генрих X Младший (ок. 1390—1423), князь Жаганьский и Глоувский
- Вацлав (1389/1397 — 1430/1431), князь Жаганьский, Глоувский и Кросненский
- Анна (1390/1397 — 1426/1433), жена князя Казимира I Освенцимского.